# Hr.Ms. Alor (1938)
De Hr.Ms. Alor (HMV 2) was een gewestelijk patrouillevaartuig van de ABC-klasse in dienst bij Gouvernementsmarine. Het schip is vernoemd naar Indonesische eiland Alor in de provincie Oost-Nusa Tenggara. In verband met de oorlogsdreiging in Nederlands-Indië werd het schip omgebouwd tot hulpmijnenveger en gemilitariseerd. Militarisatie van het schip hield in dat het onder operationeel commando van de Koninklijke Marine kwam te vallen in plaats van de Gouvernementsmarine. Omdat de Alor door de Japanse invasie van Java niet kon vluchten werd het door de eigen bemanning tot zinken gebracht in de haven van Tandjong Priok.